# Eleições estaduais no Rio de Janeiro em 1982
As eleições estaduais no Rio de Janeiro em 1982 ocorreram em 15 de novembro como parte das eleições gerais em 23 estados brasileiros e nos territórios federais do Amapá e Roraima. Foram eleitos o governador Leonel Brizola, o vice-governador Darcy Ribeiro, o senador Saturnino Braga, além de 46 deputados federais e 70 deputados estaduais na primeira eleição direta para o governo estadual desde Badger da Silveira no Rio de Janeiro em 1962 e Negrão de Lima na Guanabara em 1965. A lei de então permitia o voto vinculado, a sublegenda para senador, proibia coligações partidárias e foi também a última vez onde os eleitores domiciliados no Distrito Federal tiveram seus votos remetidos ao Rio de Janeiro através de urnas especiais.
Durante o bipartidarismo a política fluminense foi dominada pelo MDB que se dividia entre aliados e adversários de Chagas Freitas enquanto a ARENA, em posição minoritária, servia como aliada informal do referido político a ponto de garantir sua volta ao poder em 1978. Rearranjos ocorridos no quadro político estadual levaram a um cenário onde o antigo MDB se dividiu, com o grupo de Chagas Freitas ingressando no PMDB em apoio ao nome de Miro Teixeira, enquanto Amaral Peixoto foi para o PDS e lançou a candidatura de seu genro, Moreira Franco. Seis meses antes da eleição a candidatura de Sandra Cavalcanti, do PTB, mantinha a liderança nas pesquisas até a reversão dos índices em favor de Leonel Brizola, que terminou o ano como o único governador eleito pelo PDT em todo o país.
Gaúcho de Carazinho, o governador Leonel Brizola é formado em Engenharia Civil na Universidade Federal do Rio Grande do Sul, seguidor de Getúlio Vargas e cunhado de João Goulart, em favor de quem liderou a Campanha da Legalidade em 1961. Filiado ao PTB foi eleito deputado estadual em 1947 e 1950 e deputado federal em 1954. Vencedor da eleição para prefeito de Porto Alegre em 1955 e para governador do Rio Grande do Sul em 1958, mudou sua base eleitoral para a Guanabara elegendo-se deputado federal em 1962. Vítima do Ato Institucional Número Um outorgado pelo Regime Militar de 1964, passou quinze anos exilado no Uruguai, Estados Unidos e Portugal até retornar ao Brasil em 1979 graças à Lei da Anistia sancionada pelo presidente João Figueiredo. Ao perder a sigla do PTB para Ivete Vargas, reuniu seus correligionários e fundou o PDT e nele venceu a disputa pelo Palácio Guanabara.
O cargo de vice-governador foi destinado ao antropólogo Darcy Ribeiro. Nascido em Montes Claros, ele deixou Minas Gerais e se formou na Fundação Escola de Sociologia e Política de São Paulo. Trabalhou com Etnologia no Serviço de Proteção ao Índio e foi um dos responsáveis pela instalação da Universidade de Brasília. Durante o Governo João Goulart foi titular do Ministério da Educação no gabinete parlamentarista de Hermes Lima e depois chefe da Casa Civil na fase presidencialista do referido governo, posições que o tornaram alvo do Regime Militar de 1964 e o afastaram do país por dez anos e agora ele conquistou seu primeiro mandato eletivo pelo PDT.

## Resultado da eleição para governador
Conforme divulgação feita pelo Tribunal Regional Eleitoral do Rio de Janeiro, houve 243.286 votos em branco (4,47%) e 194.913 votos nulos (3,58%) calculados sobre o comparecimento de 5.440.666 eleitores às urnas. A divulgação do resultado oficial atrasou devido às implicações do Caso Proconsult.
| Candidatos a governador do estado | Candidatos a vice-governador | Número | Partido/Coligação    | Votação   | Percentual |
| --------------------------------- | ---------------------------- | ------ | -------------------- | --------- | ---------- |
| Leonel Brizola PDT                | Darcy Ribeiro PDT            | 2      | PDT (sem coligação)  | 1.709.180 | 34,17%     |
| Moreira Franco PDS                | Francisco Franco PDS         | 1      | PDS (sem coligação)  | 1.530.706 | 30,60%     |
| Miro Teixeira PMDB                | Jorge Gama PMDB              | 5      | PMDB (sem coligação) | 1.073.446 | 21,46%     |
| Sandra Cavalcanti PTB             | Ário Teodoro PTB             | 4      | PTB (sem coligação)  | 536.383   | 10,72%     |
| Lysâneas Maciel PT                | Wilson Farias PT             | 3      | PT (sem coligação)   | 152.614   | 3,05%      |
| Fontes:                           |                              |        |                      |           |            |

## Biografia do senador eleito

### Saturnino Braga
Nascido no Rio de Janeiro, Saturnino Braga vem de uma família de políticos e tem formação em Engenharia Civil na Universidade Federal do Rio de Janeiro. Após a graduação fez cursos no Instituto Superior de Estudos Brasileiros (ISEB) e na Comissão Econômica para a América Latina e o Caribe (CEPAL) e trabalhou na Companhia Nacional de Álcalis em Cabo Frio antes de entrar no Banco Nacional de Desenvolvimento Econômico e Social (BNDES) onde chefiou o Departamento de Planejamento. Professor da Universidade Federal Fluminense, elegeu-se deputado federal pelo PSB em 1962 e após ficar como suplente na eleição seguinte, retornou às atividades profissionais. Voltou à política ao substituir Afonso Celso Ribeiro de Castro como candidato a senador e foi eleito pelo MDB em 1974. Após ingressar no PMDB deixou a legenda quando esta recebeu o grupo de Chagas Freitas, que pertencia ao extinto PP, e com isso foi reeleito senador pelo PDT em 1982, mandato ao qual renunciou quando elegeu-se prefeito do Rio de Janeiro em 1985.

## Suplente efetivado

### Jamil Haddad
Também nascido no Rio de Janeiro, o médico Jamil Haddad formou-se pela Universidade Federal do Rio de Janeiro em 1949 com especialização em Traumatologia e Ortopodia. Durante o curso vinculou-se à União Nacional dos Estudantes (UNE) e nessa mesma época foi campeão carioca de basquete pelo Tijuca Tênis Clube e pelo Flamengo. Trabalhou junto ao Instituto de Aposentadoria e Pensões dos Empregados em Transportes de Empresas de Carga (IAPETEC) por doze anos a partir de 1950 e começou na política ao filiar-se ao PSB em 1960. Eleito deputado estadual pela Guanabara em 1962, renovou o mandato no MDB em 1966. Cassado pelo Ato Institucional Número Cinco em março de 1969, foi aposentado compulsoriamente e teve os direitos políticos suspensos por dez anos. Médico de uma clínica particular, auxiliou a Seleção Brasileira de Basquetebol nos campeonatos mundiais feminino no Brasil em 1970 e masculino nas Filipinas em 1978.  Eleito segundo suplente de senador pelo PDT em 1982, entre março e dezembro do ano seguinte foi prefeito do Rio de Janeiro por nomeação do governador Leonel Brizola. Com a eleição de Saturnino Braga para este último cargo, foi efetivado senador, visto que o primeiro suplente, Adão Pereira Nunes, já havia falecido.

## Resultado da eleição para senador
Foram apurados 4.763.791 votos nominais, assim distribuídosː
| Candidatos a senador da República | Candidatos a suplente de senador                      | Número | Partido/Coligação    | Votação   | Percentual |
| --------------------------------- | ----------------------------------------------------- | ------ | -------------------- | --------- | ---------- |
| Saturnino Braga PDT               | Adão Pereira Nunes PDT Jamil Haddad PDT               | 20     | PDT (sem coligação)  | 1.640.169 | 34,43%     |
| Célio Borja PDS                   | Tenório Cavalcanti PDS Raul David Linhares Corrêa PDS | 11     | PDS (sem coligação)  | 1.438.839 | 30,20%     |
| Artur da Távola PMDB              | -                                                     | 50     | PMDB (em sublegenda) | 847.521   | 17,79%     |
| Paiva Muniz PTB                   | Celso Brant PTB                                       | 41     | PTB (em sublegenda)  | 355.914   | 7,47%      |
| Vladimir Palmeira PT              | Luiz Roberto Tenório PT José Domingos Cardoso PT      | 31     | PT (sem coligação)   | 145.183   | 3,05%      |
| Hugo Ramos PTB                    | Jorge Alberto Alves Couceiro PTB                      | 42     | PTB (em sublegenda)  | 138.337   | 2,90%      |
| Rafael de Almeida Magalhães PMDB  | -                                                     | 51     | PMDB (em sublegenda) | 123.259   | 2,59%      |
| Mário Martins PMDB                | -                                                     | 52     | PMDB (em sublegenda) | 74.569    | 1,57%      |
| Fontes:                           |                                                       |        |                      |           |            |

## Deputados federais eleitos
São relacionados os candidatos eleitos com informações complementares da Câmara dos Deputados.

Representação eleita
  PDT: 16
  PDS: 14
  PMDB: 10
  PTB: 5
  PT: 1

Fonteː
| Deputados federais eleitos | Partido | Votação | Percentual | Cidade onde nasceu       | Unidade federativa |
| Agnaldo Timóteo            | PDT     | 503.455 |            | Caratinga                | Minas Gerais       |
| Rubem Medina               | PDS     | 221.705 |            | Rio de Janeiro           | Rio de Janeiro     |
| Álvaro Valle               | PDS     | 151.199 |            | Rio de Janeiro           | Rio de Janeiro     |
| José Colagrossi            | PDT     | 149.066 |            | Itapuí                   | São Paulo          |
| Sebastião Nery             | PDT     | 111.047 |            | Jaguaquara               | Bahia              |
| Jorge Leite                | PMDB    | 107.640 |            | Rio de Janeiro           | Rio de Janeiro     |
| Simão Sessim               | PDS     | 96.425  |            | Rio de Janeiro           | Rio de Janeiro     |
| Léo Simões                 | PDS     | 93.249  |            | Santos Dumont            | Minas Gerais       |
| Alair Ferreira             | PDS     | 88.814  |            | Sacramento               | Minas Gerais       |
| Roberto Jefferson          | PTB     | 84.638  |            | Petrópolis               | Rio de Janeiro     |
| Darcílio Ayres             | PDS     | 82.469  |            | Nova Iguaçu              | Rio de Janeiro     |
| José Frejat                | PDT     | 81.869  |            | Cururupu                 | Maranhão           |
| Carlos Peçanha             | PMDB    | 77.451  |            | Campos dos Goytacazes    | Rio de Janeiro     |
| Osmar Leitão               | PDS     | 77.412  |            | São Gonçalo              | Rio de Janeiro     |
| Clemir Ramos               | PDT     | 75.090  |            | Rio de Janeiro           | Rio de Janeiro     |
| Hamilton Xavier            | PDS     | 72.170  |            | Niterói                  | Rio de Janeiro     |
| Eduardo Galil              | PDS     | 65.555  |            | Trajano de Moraes        | Rio de Janeiro     |
| Bocaiuva Cunha             | PDT     | 58.190  |            | Rio de Janeiro           | Rio de Janeiro     |
| Marcio Braga               | PMDB    | 57.346  |            | Rio de Janeiro           | Rio de Janeiro     |
| Saramago Pinheiro          | PDS     | 56.105  |            | Niterói                  | Rio de Janeiro     |
| Lázaro de Carvalho         | PDS     | 53.374  |            | São Sebastião do Paraíso | Minas Gerais       |
| Aloysio Teixeira           | PMDB    | 53.226  |            | Rio de Janeiro           | Rio de Janeiro     |
| Amaral Netto               | PDS     | 45.709  |            | Niterói                  | Rio de Janeiro     |
| Denisar Arneiro            | PMDB    | 44.810  |            | Três Rios                | Rio de Janeiro     |
| Figueiredo Filho           | PDS     | 41.951  |            | Santa Rosa de Viterbo    | São Paulo          |
| José Maurício              | PDT     | 41.831  |            | Campos dos Goytacazes    | Rio de Janeiro     |
| Márcio Macedo              | PMDB    | 41.515  |            | Três Rios                | Rio de Janeiro     |
| Walter Casanova            | PDT     | 38.414  |            | Santana do Livramento    | Rio Grande do Sul  |
| Leônidas Sampaio           | PMDB    | 38.267  |            | Petrópolis               | Rio de Janeiro     |
| Daso Coimbra               | PMDB    | 37.360  |            | Rio de Janeiro           | Rio de Janeiro     |
| Gustavo de Faria           | PMDB    | 37.019  |            | Rio de Janeiro           | Rio de Janeiro     |
| Jorge Cury                 | PTB     | 36.935  |            | Niterói                  | Rio de Janeiro     |
| José Eudes                 | PT      | 36.014  |            | Parnamirim               | Pernambuco         |
| Marcelo Medeiros           | PMDB    | 35.169  |            | Juiz de Fora             | Minas Gerais       |
| Mário Juruna               | PDT     | 31.904  |            | Barra do Garças          | Mato Grosso        |
| Délio dos Santos           | PDT     | 31.500  |            | Rio de Janeiro           | Rio de Janeiro     |
| J. G. de Araújo Jorge      | PDT     | 31.352  |            | Tarauacá                 | Acre               |
| Wilmar Palis               | PDS     | 29.494  |            | Uberaba                  | Minas Gerais       |
| Arildo Teles               | PDT     | 28.202  |            | Aracaju                  | Sergipe            |
| Sebastião Ataíde           | PDT     | 27.082  |            | Araruna                  | Paraíba            |
| Jiulio Caruso              | PDT     | 26.216  |            | Volta Redonda            | Rio de Janeiro     |
| Jacques d'Ornellas         | PDT     | 25.897  |            | São Borja                | Rio Grande do Sul  |
| Brandão Monteiro           | PDT     | 25.005  |            | Rosário                  | Maranhão           |
| Fernando Carvalho          | PTB     | 21.582  |            | Rio de Janeiro           | Rio de Janeiro     |
| Celso Peçanha              | PTB     | 19.951  |            | Campos dos Goytacazes    | Rio de Janeiro     |
| Francisco Studart          | PTB     | 17.708  |            | Fortaleza                | Ceará              |
| Fontes:                    |         |         |            |                          |                    |

## Deputados estaduais eleitos
Foram eleitos setenta deputados estaduais pelo Rio de Janeiro.

Representação eleita
  PDT: 24
  PDS: 21
  PMDB: 16
  PTB: 7
  PT: 2

Fonteː
| Deputados estaduais eleitos  | Partido | Votação | Percentual | Cidade onde nasceu    | Unidade federativa |
| Iara Vargas                  | PDT     | 67.489  |            | São Borja             | Rio Grande do Sul  |
| Juberlan de Oliveira         | PDT     | 55.941  |            | Duque de Caxias       | Rio de Janeiro     |
| Heitor Furtado               | PDS     | 54.734  |            | Rio de Janeiro        | Rio de Janeiro     |
| Daisy Lúcidi                 | PDS     | 54.521  |            | Rio de Janeiro        | Rio de Janeiro     |
| Jorge David                  | PDS     | 54.137  |            | Nilópolis             | Rio de Janeiro     |
| José Miguel                  | PDT     | 51.134  |            | Além Paraíba          | Minas Gerais       |
| Paulo Ribeiro                | PDT     | 49.390  |            | Nova Friburgo         | Rio de Janeiro     |
| Aécio Nanci                  | PDS     | 45.026  |            | Barra Bonita          | São Paulo          |
| Cláudio Moacyr               | PMDB    | 41.615  |            | Macaé                 | Rio de Janeiro     |
| José Gouveia Filho           | PDT     | 41.408  |            | Itaperuna             | Rio de Janeiro     |
| Flavio Palmier da Veiga      | PDS     | 40.244  |            | Niterói               | Rio de Janeiro     |
| Messias da Silva             | PDS     | 39.444  |            | Belo Horizonte        | Minas Gerais       |
| José Nader                   | PDS     | 39.157  |            | Bananal               | São Paulo          |
| Átila Nunes Filho            | PMDB    | 38.748  |            | Rio de Janeiro        | Rio de Janeiro     |
| Afonso Celso                 | PDT     | 38.689  |            | Niterói               | Rio de Janeiro     |
| Aluísio Gama                 | PMDB    | 38.644  |            | Rio de Janeiro        | Rio de Janeiro     |
| Ítalo Bruno                  | PDS     | 38.208  |            | Rio de Janeiro        | Rio de Janeiro     |
| Eduardo Chuahy               | PDT     | 37.613  |            | Rio de Janeiro        | Rio de Janeiro     |
| Sebastião Duque              | PMDB    | 35.543  |            | Barra Mansa           | Rio de Janeiro     |
| José Gomes Talarico          | PDT     | 34.670  |            | São Paulo             | São Paulo          |
| Victorino James              | PDS     | 34.315  |            | Rio de Janeiro        | Rio de Janeiro     |
| Luis Antônio Corrêa da Silva | PDS     | 34.051  |            | Belford Roxo          | Rio de Janeiro     |
| Josias Ávila                 | PDS     | 33.953  |            | São Gonçalo           | Rio de Janeiro     |
| Augusto Ariston              | PDT     | 33.627  |            |                       |                    |
| José Haddad                  | PDS     | 31.446  |            |                       |                    |
| Nelson Sabrá                 | PDS     | 31.327  |            | Petrópolis            | Rio de Janeiro     |
| Amadeu Chacar                | PMDB    | 30.699  |            |                       |                    |
| Fernando Leandro             | PTB     | 29.597  |            | Porto                 | Portugal           |
| Luiz Salomão                 | PDT     | 28.571  |            | Rio de Janeiro        | Rio de Janeiro     |
| Alberto Dauaire              | PMDB    | 27.520  |            |                       |                    |
| Zeyr Porto                   | PDS     | 27.241  |            | São Gonçalo           | Rio de Janeiro     |
| Francisco Lomelino           | PDS     | 26.698  |            |                       |                    |
| Alexandre Farah              | PDT     | 26.576  |            |                       |                    |
| Sidinei Navas                | PDT     | 25.862  |            |                       |                    |
| Luiz Edmundo                 | PTB     | 25.737  |            |                       |                    |
| Ludwig Amon                  | PDS     | 25.659  |            |                       |                    |
| Herculano Carneiro           | PDS     | 25.612  |            |                       |                    |
| Fernando Bandeira            | PDT     | 25.172  |            |                       |                    |
| Aluízio de Castro            | PDS     | 24.375  |            |                       |                    |
| Astor Pereira de Melo        | PDS     | 24.140  |            |                       |                    |
| Salvador Fernandes           | PDT     | 24.135  |            |                       |                    |
| Paulo Quental                | PDT     | 23.790  |            |                       |                    |
| Ampliato Cabral              | PDS     | 23.494  |            |                       |                    |
| Roberto Pires                | PDT     | 22.956  |            |                       |                    |
| Paulo Albernaz               | PMDB    | 22.184  |            | Campos dos Goytacazes | Rio de Janeiro     |
| José Augusto Guimarães       | PDS     | 21.920  |            |                       |                    |
| Carlos Fayal                 | PDT     | 21.855  |            |                       |                    |
| Francisco Horta              | PTB     | 21.169  |            | Rio de Janeiro        | Rio de Janeiro     |
| Lucy Martins                 | PDT     | 20.863  |            |                       |                    |
| Mariano Gonçalves Neto       | PDT     | 20.810  |            |                       |                    |
| Mariano Passos               | PMDB    | 20.807  |            |                       |                    |
| Rosalda Paim                 | PDT     | 20.673  |            |                       |                    |
| Willer Brilhante             | PDT     | 20.579  |            |                       |                    |
| Hélio Moreira de Souza       | PDT     | 20.359  |            |                       |                    |
| Gilberto Rodrigues           | PMDB    | 20.149  |            |                       |                    |
| Alcides Fonseca              | PDT     | 19.807  |            |                       |                    |
| Jorge Roberto Silveira       | PTB     | 19.342  |            | Niterói               | Rio de Janeiro     |
| Márcio Paes                  | PMDB    | 19.314  |            |                       |                    |
| Murilo Asfora                | PDT     | 19.093  |            |                       |                    |
| Hilza Maurício da Fonseca    | PMDB    | 19.089  |            |                       |                    |
| Napoleão Veloso              | PMDB    | 18.823  |            |                       |                    |
| Paulo Duque                  | PMDB    | 18.711  |            | Rio de Janeiro        | Rio de Janeiro     |
| José Montes Paixão           | PMDB    | 18.281  |            | Rio de Janeiro        | Rio de Janeiro     |
| Geraldo Di Biase             | PMDB    | 18.280  |            | Valença               | Rio de Janeiro     |
| Elias Camilo Jorge           | PMDB    | 18.172  |            |                       |                    |
| Romualdo Carrasco            | PTB     | 16.954  |            |                       |                    |
| Leôncio Vasconcelos          | PTB     | 16.477  |            | Tianguá               | Ceará              |
| Cidinho Sant'Anna Filho      | PTB     | 15.996  |            |                       |                    |
| Liszt Vieira                 | PT      | 10.301  |            |                       |                    |
| Lúcia Arruda                 | PT      | 7.650   |            |                       |                    |
| Fontes:                      |         |         |            |                       |                    |